# Dorcadion serouensis
Dorcadion serouensis là một loài bọ cánh cứng trong họ Cerambycidae.